# Еленио Ерера
Еленио Ерера (на испански: Helenio Herrera), роден на 10 април 1910 г. в Буенос Айрес, починал на 9 ноември 1997 г. във Венеция е бивш футболист и треньор от френско-аржентински произход.
Има относително скромна кариера като футболист, но със спечелените като треньор 16 купи се превръща не само в един от най-успешните, но и най-влиятелните и ценени специалисти в историята на футбола.
Във връзка със свръххонорарите (за времето си), които Ерера получава през по-късния период от кариерата си на треньор той самият казва: „Подобно на Боби Фишър в шахмата, аз въведох във футбола големите пари.“ 

## Трофеи

### Международни
- Междуконтинентална купа: 2
  - Интер: 1964, 1965

- Купа на Европейските шампиони: 2
  - Интер: 1964, 1965

- УЕФА Купа на Панаирните Градове: 2
  - Барселона: 1958, 1960

- Купа Англо-Италия: 1
  - Рома: 1972

### Местни
- Шампионат на Италия: 3
  - Интер: 1963, 1965, 1966

- Купа на Италия: 1
  - Рома: 1969

- Шампионат на Испания: 4
  - Атлетико Мадрид: 1950, 1951
  - Барселона: 1959, 1960

- Купа на Испания: 1
  - Барселона: 1959